# Heroes of the Flames
Heroes of the Flames é um seriado estadunidense de 1931, gênero ação, dirigido por Robert F. Hill, em 12 capítulos, estrelado por Tim McCoy, Marion Shockley e Grace Cunard. O seriado foi produzido e distribuído pela Universal Pictures, veiculando nos cinemas estadunidenses a partir de 2 de junho de 1931, e atualmente é considerado perdido.
Foi o primeiro filme do futuro astro Bruce Cabot, em um pequeno papel não-creditado.

## Sinopse
O bombeiro Bob Darrow (Tim McCoy) inventa um extintor de incêndio químico original, e seu rival, Dan Mitchell (Gayne Whitman), também quer a invenção.

## Elenco
- Tim McCoy … Bob Darrow
- Marion Shockley … June Madison
- Bobby Nelson … Jackie Madison
- Joe Bonomo ... um capanga
- Gayne Whitman … Don Mitchell
- William Gould … John Madison
- Monte Montague … um capanga
- Grace Cunard … Mrs. Madison
- Bud Osborne … um capanga
- Andy Devine … bombeiro
- Edmund Cobb … capanga
- Beulah Hutton … Trixie Farrell
- Bruce Cabot (não-creditado)
- Walter Brennan (pequeno papel não-creditado no capítulo 12)

## Capítulos
1. The Red Peril
2. Flaming Hate
3. The Fire Trap
4. Death's Chariot
5. The Avalanche
6. The Jaws of Death
7. Forest of Fire
8. Blank Cartridges
9. The House of Terror (ou "The House of Horror")
10. The Depths of Doom
11. A Flaming Death
12. The Last Alarm